# Арлон
Арло́н (фр. Arlon, валлон. Årlon, нидерл. Aarlen, нем. и люкс. Arel, лимб. Aarle, лат. Orolaunum) — главный город провинции Люксембург на юго-востоке Бельгии. Население — 26,4 тысячи жителей, преимущественно франкоязычное.
Количество и качество античных находок в Арлоне и окрестностях позволяет считать его древнейшим городом на территории Бельгии (хотя по документам Тонгерен древнее). Римские термы продолжали использоваться арлонцами даже в средневековье, когда городом правили графы и маркграфы Лимбургского дома. Титул маркграфа носил и Ричард Львиное Сердце, выступивший из Арлонского замка в крестовый поход.
В XVI—XVIII вв. Арлон находился в центре войн французов с испанцами, которые сравняли с землёй его богатое некогда архитектурное наследие. Особенно сильный урон нанесли городу войска Франсуа де Гиза в 1558 году. Ожесточённая борьба шла за Арлон, укреплённый Вобаном, и во время Революционных войн.
Крупнейшим предприятием современного города является шоколадная фабрика Ferrero.

## Известные уроженцы
- Фредерик Киесель, бельгийский поэт, писатель и журналист (ум. 2007).

## Галерея

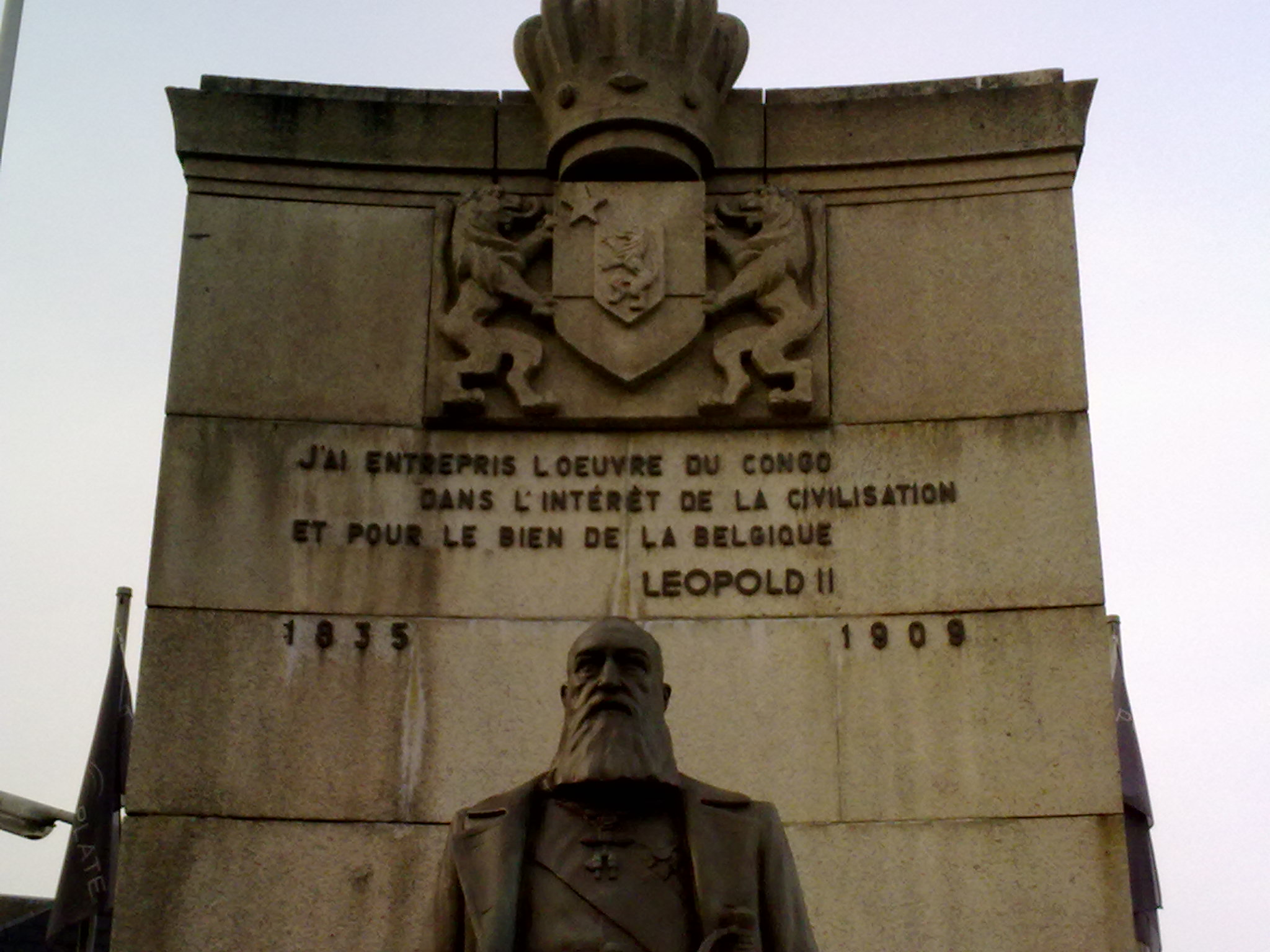
Памятник Леопольду II в Арлоне. Надпись гласит: «Я начал работу в Конго в интересах цивилизации и ради блага Бельгии»